# Rick Warren
Rick Warren (San Jose, 28 de janeiro de 1954) é um pastor evangélico batista e escritor estadunidense, é o fundador da Igreja de Saddleback na Califórnia e autor do best-seller Uma vida com propósitos. Desde 2022, ele atua como diretor da coalizão missionária Finishing the Task.

## Biografia
Warren nasceu em San José, Califórnia, em 1954, de Jimmy e Dot Warren.
Ele estudou na Universidade Batista da Califórnia em Riverside, Califórnia, e obteve um bacharelado em artes, depois estudou teologia no Southwestern Baptist Theological Seminary em Ft. Worth, Texas e obteve um mestrado em 1979. Ele também estudou no Fuller Theological Seminary em Pasadena, Califórnia e obteve um Doutorado em Ministério. 

### Ministério
Em janeiro de 1980, ele iniciou um Grupo de Estudos da Bíblia, com sete pessoas, e sua esposa, em seu condomínio em Saddleback Valley, Condado de Orange (Califórnia). Três meses depois, a Igreja de Saddleback é fundada, em seu primeiro serviço que acontece no ginásio de uma escola secundária, no dia de Páscoa em 1980.
Em 1995, ele publicou o livro Uma Igreja com propósitos, que será um best-seller algumas semanas após sua publicação.
Em 2002, ele publicou Uma vida com propósitos que será um bestseller direto da caixa. Em 2019, 32 milhões de cópias foram vendidas em mais de 85 idiomas. 
Em 2005, durante a convenção do centenário da Aliança Batista Mundial, ele afirmou que a saída da Convenção Batista do Sul da Aliança foi um erro, pois as diferenças teológicas não deveriam impedir a comunhão com outras igrejas. 
Durante as eleições presidenciais de 2008, Rick Warren organizou o Fórum Civil da Presidência em sua igreja, com candidatos Barack Obama e John McCain.
Em 20 de janeiro de 2009, Warren foi escolhido para liderar uma oração na cerimônia de inauguração do 44º presidente dos Estados Unidos, Barack Obama.
Em 2010, Warren foi escolhido para liderar uma oração na cerimônia de posse do presidente de Ruanda, Paul Kagame. Desde essa data, faz parte do Conselho Consultivo Presidencial desta última. 
Em janeiro de 2022, tornou-se diretor da Finishing the Task, uma coligação missionária.
Em agosto de 2022, Warren deixou o cargo de pastor principal, mantendo o papel de pastor fundador.
Em maio de 2023, ele foi nomeado chanceler do Colégio Spurgeon em London. 
Em junho de 2023, depois que a Igreja de Saddleback foi excomungada da Convenção Batista do Sul por contratar uma pastora, ele defendeu o  ministério pastoral feminino durante a convenção annual. 

## P.E.A.C.E. Plan
Em 2003, Saddleback Church, Kay e Rick Warren fundaram o P.E.A.C.E. Plan, um programa humanitário de desenvolvimento para igrejas.

## Distinções
Em 2004, ele foi nomeado uma das "pessoas mais notáveis de 2004" pela Time Magazine. Em 2005, como uma das "100 pessoas mais influentes do mundo". Warren foi eleito um dos "25 maiores líderes da América" em outubro de 2005, do USNews and World Report. Em 2006, Warren foi nomeado pela Newsweek uma das "15 personalidades que tornaram a América maior".

## Vida pessoal
Warren é casado com Elizabeth K. Warren (Kay).  Eles tiveram 3 filhos adultos: Josh, Amy e Matthew (este era doente mental e tirou sua vida precocemente), além de dois netos. Ele considera Billy Graham seu mentor. 
Em 2006, após o sucesso de seu livro Uma vida com propósitos, ele afirmou ter tomado a decisão de reverter o dízimo, doando 90% de sua renda para três fundações e não mais receber um salário da igreja.

## Controvérsias

### Visão tradicional do casamento
Em dezembro de 2008, quando Warren foi anunciado para liderar uma oração na posse do presidente Barack Obama em janeiro, os meios de comunicação criticaram a escolha, acusando Warren de discurso de ódio porque ele havia escrito em uma carta à sua igreja em outubro que acreditava na definição bíblica de o casamento entre um homem e uma mulher não deve ser alterado. Alguns meses antes, em junho de 2008, ele disse que havia desenvolvido bons relacionamentos com vários gays por causa do ministério da igreja para pessoas que vivem com HIV/AIDS, sem ter que comprometer suas crenças bíblicas e concordar em todos os assuntos.  O presidente Obama defendeu Warren, lembrando que ele havia sido convidado para falar em Saddleback, apesar de suas opiniões divergentes sobre os gays, e que era esse tipo de diálogo pacífico que ele queria implementar ao convidar Warren.  Do outro lado, alguns pastores evangélicos criticaram Warren por não ser suficientemente militante contra o casamento entre pessoas do mesmo sexo e o aborto.  A estes críticos, ele respondeu que prestavam demasiada atenção à luta contra o casamento entre pessoas do mesmo sexo e o aborto.

### Trabalho social com muçulmanos
Em 2009 e 2012, pastores evangélicos também o criticaram por participar de conferências islâmicas e seu convite para trabalhar com muçulmanos para resolver problemas globais. A essas críticas, ele respondeu que procurava ser amigo de todos como Jesus Cristo. 